# Гнездо белого аиста в деревне Высочки
Гнездо белого аиста в деревне Высочки — памятник природы регионального (областного) значения Московской области, который включает отдельный объект живой природы, нуждающийся в особой охране для сохранения его естественного состояния: место гнездования белого аиста — редкого вида птиц, занесённого в Красную книгу Московской области.
Памятник природы основан в 1984 году. Местонахождение: Московская область, городской округ Лотошино, городское поселение Лотошино, деревня Высочки, в 40 м к западу от дома № 29. Общая площадь памятника природы составляет 25 м². Памятник природы включает водонапорную башню, служащую опорой гнезда, и территорию вокруг башни в радиусе 2,8 м от её оси.

## Описание
Памятник природы представлен единственным ценным природным объектом — жилым гнездом белого аиста — вида, занесённого в Красную книгу Московской области, устроенным на водонапорной башне. Данное гнездо является одним из старейших на территории области.
Памятник природы расположен в верхней части пологого (до 3—4 градусов) правобережного склона долины безымянного притока реки Издетель, врезанной в холмистую моренную равнину, на абсолютной высоте 159 м. Поверхность сложена моренными отложениями, перекрытыми покровными суглинками с сформированными на них агродерново-подзолистыми почвами, переработанными в ходе установки водонапорной башни в литострат. Общий поверхностный сток направлен на северо-восток — в русло левого притока реки Издетель.
Растительное сообщество, в состав которого входит памятник природы, включает ивы ломкую и пятитычинковую, подрост берёзы бородавчатой высотой 3-4 м и единичные экземпляры бузины красной. Из травянистых растений обильны кострец безостый, купырь лесной, бутень ароматный, крапива двудомная; также произрастают борщевик сибирский, герань болотная, козлобородник луговой, пырей ползучий, овсяница луговая, тимофеевка луговая, тысячелистник обыкновенный.
Первое гнездование белого аиста на водонапорной башне отмечено в 1978 году, в 1979 и 1980 годах птицы отсутствовали. Гнездо повторно было заселено в 1981 году. Белые аисты гнездятся здесь по настоящее время с перерывами в отдельные годы. Размер выводка составляет в среднем три птенца. В 2010 году был зарегистрирован самый большой за историю существования гнезда выводок из шести птенцов. В 2013 году птицы успешно загнездились и вывели трёх птенцов.
В настоящее время водонапорная башня, являющаяся опорой гнезда, не используется по прямому назначению. Состояние гнезда оценивается как удовлетворительное, без видимых внешних повреждений. В 2021 году аисты вновь заселили гнездо.